# Тер Мате, Патрик
Патрик тер Мате (нидерл. Patrick ter Mate, род. 17 февраля 1992 года, Вилп, Нидерланды) — нидерландский футболист, вратарь клуба ДУНО.

## Клубная карьера
Тер Мате на юниорском уровне побывал в клубах «Ворвартс» и АГОВВ, а затем попал в футбольную академию «Витесс». В 2011 году тер Мате перешёл в клуб «Гоу Эхед Иглз» в качестве резервного вратаря. 2 февраля 2014 года он дебютировал в Эредивизи, воспользовавшись тем, что один основной вратарь перешёл в другой клуб перед матчем, а запасной был травмирован. Матч против команды НЕК закончился вничью 1:1. В апреле 2014 года он решил покинуть клуб, так как не получал игрового времени.
В 2015 году тер Мате перешёл в свой первый клуб — «Ворвартс». Затем в его карьере последовал НСК из города Нейкерк.
В 2017 году он перешел в любительский клуб ДУНО. Он в его составе стал победителем Эрстеклассе — шестой по силе лиги страны. В сезоне 2019/20 он сыграл 20 матчей на полупрофессиональном уровне, и пропустил 33 гола.

## Карьера в сборной
Вратарь выступал в сборной Нидерландов до 15 лет и сыграл 3 матча. Затем он поднялся на уровень выше, став часто играть в сборной до 17 лет. В ее составе он стал серебряным призером юниорского Чемпионата Европы, где сыграл все 5 матчей, и выступил в групповом этапе чемпионата мира до 17 лет, где сыграл лишь один матч.